# برغوث البحر النرويجي
برغوث البحر النرويجي أو جراد البحر النرويجي (الاسم العلمي: Nephrops norvegicus)، هو برغوث بحر نحيف ذات لون برتقالي مائل إلى الوردي يصل طوله إلى 25 سم (10 بوصات)، وهو «أهم القشريات التجارية في أوروبا». وهو الآن النوع الوحيد الموجود في جنس برغوث البحر، بعد أن نُقل العديد من أنواعه إلى جنس ذو الكلوة العلوية وثيق الصلة.يخرج البالغون من جحورهم ليتغذوا على الديدان والأسماك.

## وصف
برغوث البحر النرويجي متوسط إلى كبير الحجم، أحجام الذكور أكبر من أحجام الإناث في المتوسط. يمتلك هذا البرغوث عشرة أرجل، وتحمل الثلاث أزواج الأولى منها مخالب، والزوج الأول منها طويل وله حواف شوكية. عيونه سوداء كبيرة ومتحركة.
يمتلك هذا البرغوث درعاً في مقدمته أشواك يغطي رأسَه وصدرَه، ويستخدمه من خلال دَمجهما (الرأس والصدر) معاً. عمر الذكور يمكن أن يصل إلى 12 عاماً، بينما يمكن للإناث أن يمتد عمرهم حتى 30 عاماً. يصبح برغوث البحر النرويجي ناضجاً جنسياً في سن الثانية أو الثالثة من عمره. ينمو هذا البرغوث كما ينمو غيره من القشريات، ويكون ذلك تدريجياً من خلال انسلاخ الهيكل الخارجي الصلب لها، ومِن ثُم تكوُّن هيكل جديد أكبر حجماً.

## الموطن
يعيش برغوث البحر النرويجي في شمال شرق المحيط الأطلسي، من المغرب حتى النرويج وأيسلندا، وأجزاء من البحر الأبيض المتوسط، وفي البحر الأدرياتيكي لكنها غائبة عن بحر البلطيق والبحر الأسود. يسكن هذا البرغوث في جحور في قيعان البحر داخل الطين، في عمق يتراوح بين 20-800 متر.
يُفضِّل برغوث البحر النرويجي البالغ أن يعيش في رواسب قاع البحر المُوحِلَة، مع أكثر من 40% من الطمي والطين. تكون الجُحُور شبه دائمة وتختلف في التركيب والحجم. يتراوح عُمق الجحور النموذجية بين 20-30 سم (8-12 بوصة)، ومسافة بين 50-80 سم (20-31 بوصة) بين المداخل الأمامية والخلفية. يقضي هذا البرغوث النرويجي مُعظَم وقته مُستلقياً في جُحره أو عند المَدخل، ولا يترك جُحرَه إلا بحثاً عن الطعام أو التزواج.

## التغذية
برغوث البحر النرويجي حيوان مفترس، يتغذى على القشريات الأخرى والأسماك والرخويات. يخرج هذا البرغوث من جحره بحثاً عن الطعام مرتين في اليوم غالباً، وذلك في وقت الفجر ووقت الغروب. 

## الصيد
يستغل الصيادون أوقات خروج البرغوث من جحره ليقوموا باصطياده، ويستخدمون في ذلك شباك الجر. 

## معرض صور

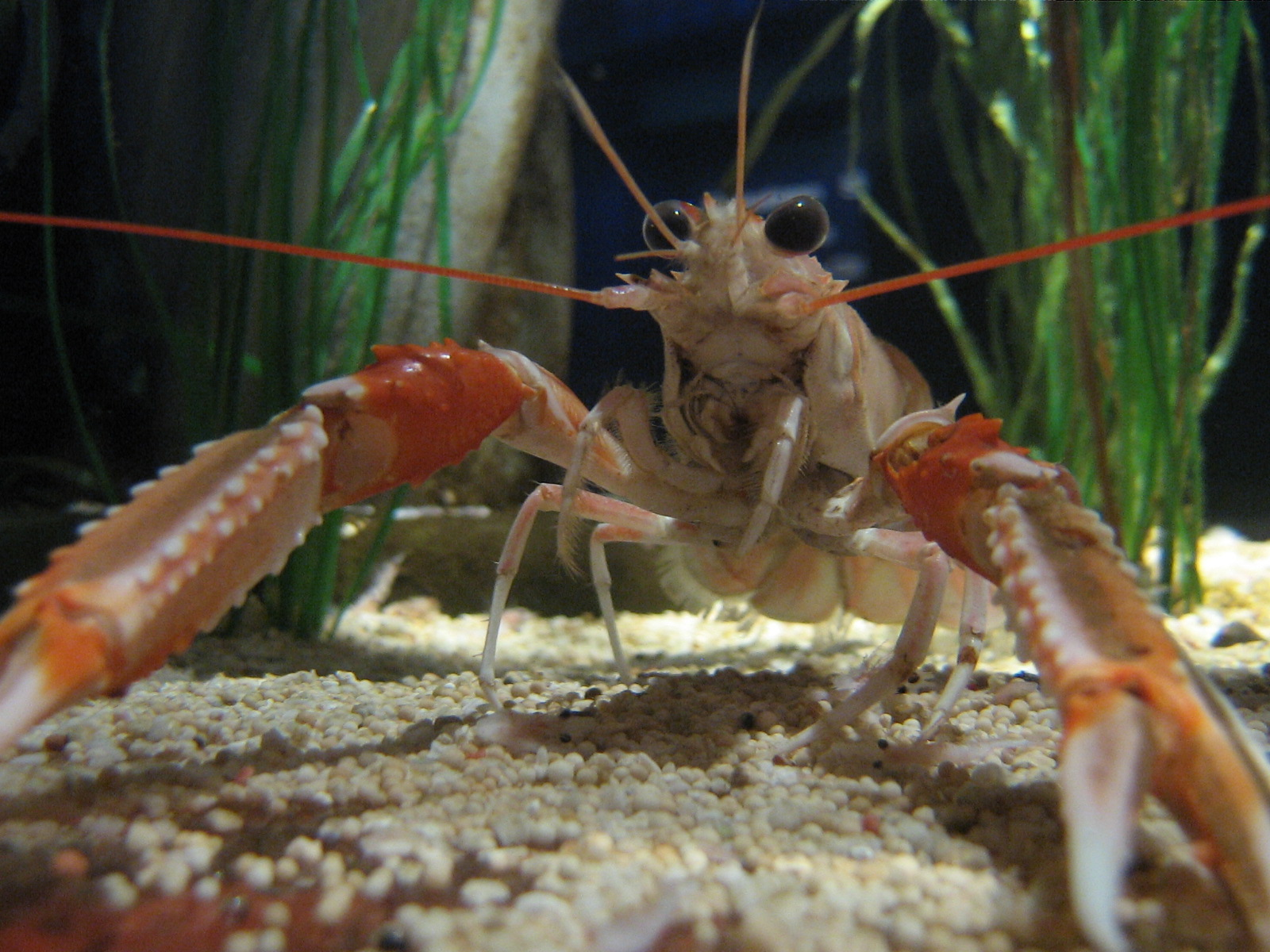
برغوث بحر نرويجي
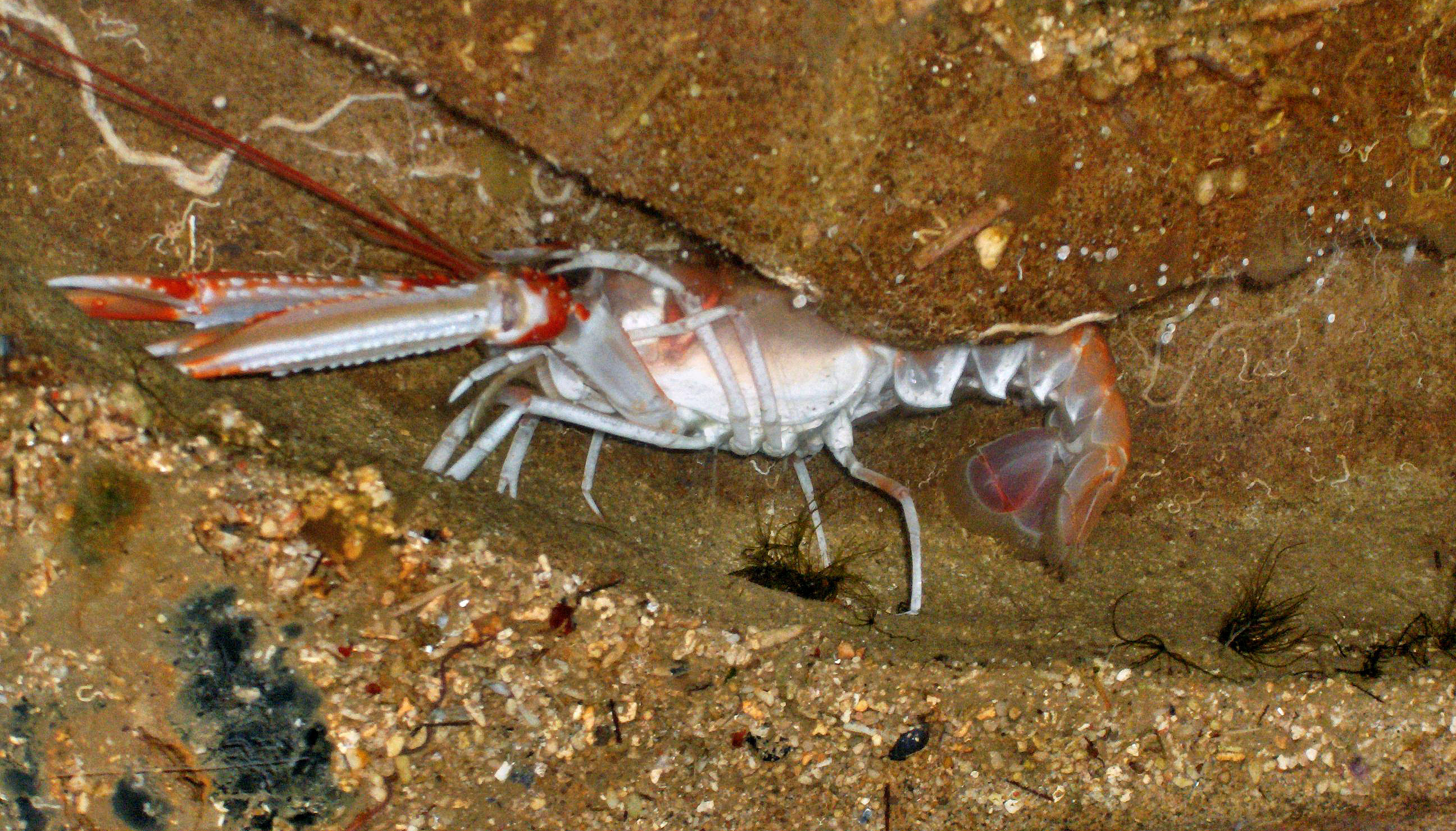
برغوث البحر النرويجي في جحره، في أحد المتاحف
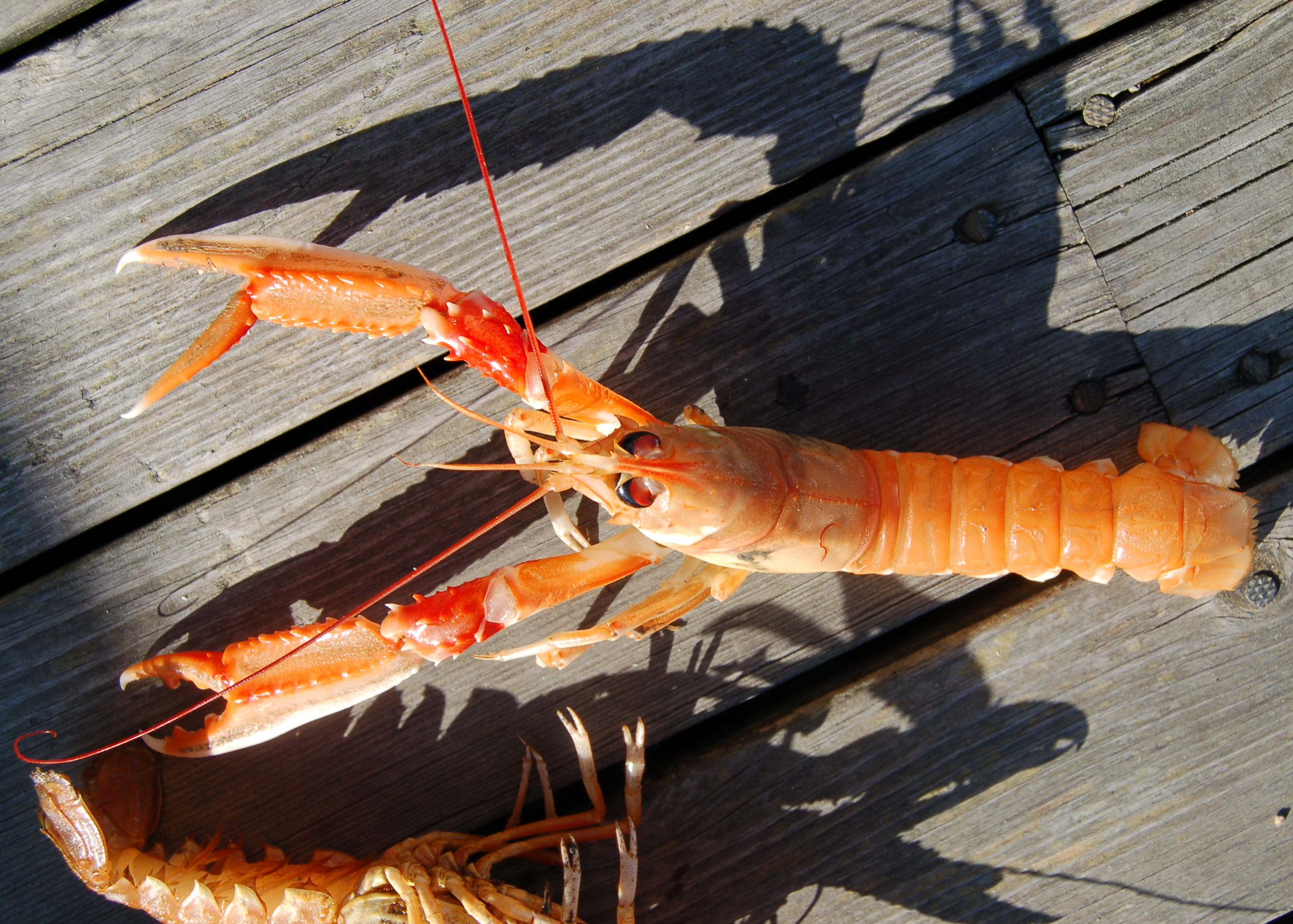
برغوث بحر نرويجي
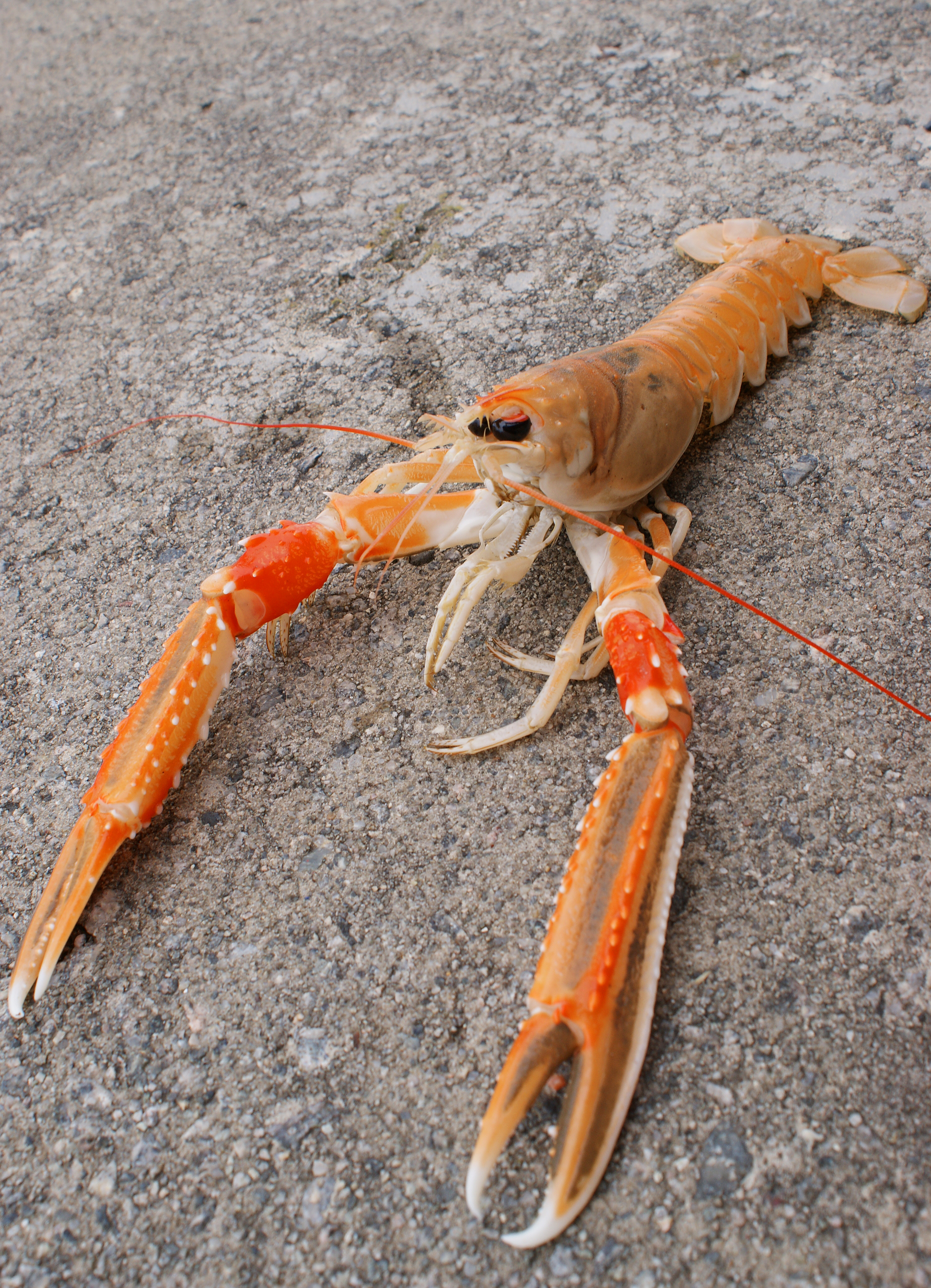
برغوث بحر نرويجي